# Волчьи Ямы (Курская область)
Волчьи Ямы — опустевший посёлок в Дмитриевском районе Курской области. Входит в состав Старогородского сельсовета.
Население — 0 человек (2010 год).

## География
Расположен по берегу реки Волоха, вблизи её впадения в р. Журавка. На противоположном берегу пос. Пацкое.

## История
Вошёл в состав муниципального образования согласно Закону Курской области от 21 октября 2004 года № 48-ЗКО «О муниципальных образованиях Курской области».

## Население
| 2002 | 2010 |
| ---- | ---- |
| 3    | ↘0   |

## Инфраструктура
Личное подсобное хозяйство.

## Транспорт
Просёлочные дороги.